# Stuart Semple
Pour les articles homonymes, voir Semple.
Stuart Semple, né le 12 septembre 1980 à Bournemouth (Royaume-Uni), est un artiste britannique.
Artiste multidisciplinaire travaillant à travers la peinture, la sculpture, les événements, la technologie et l'activisme, il est connu pour ses travaux sociologiquement engagés qui traitent souvent de la politique de la jeunesse, de l'accessibilité et de la démocratie,. Le travail de Semple a des liens étroits avec le pop art de Richard Hamilton, mais met un accent contemporain sur la peur et la menace latentes plutôt que sur la culture de consommation et le glamour de Hamilton.

## Biographie

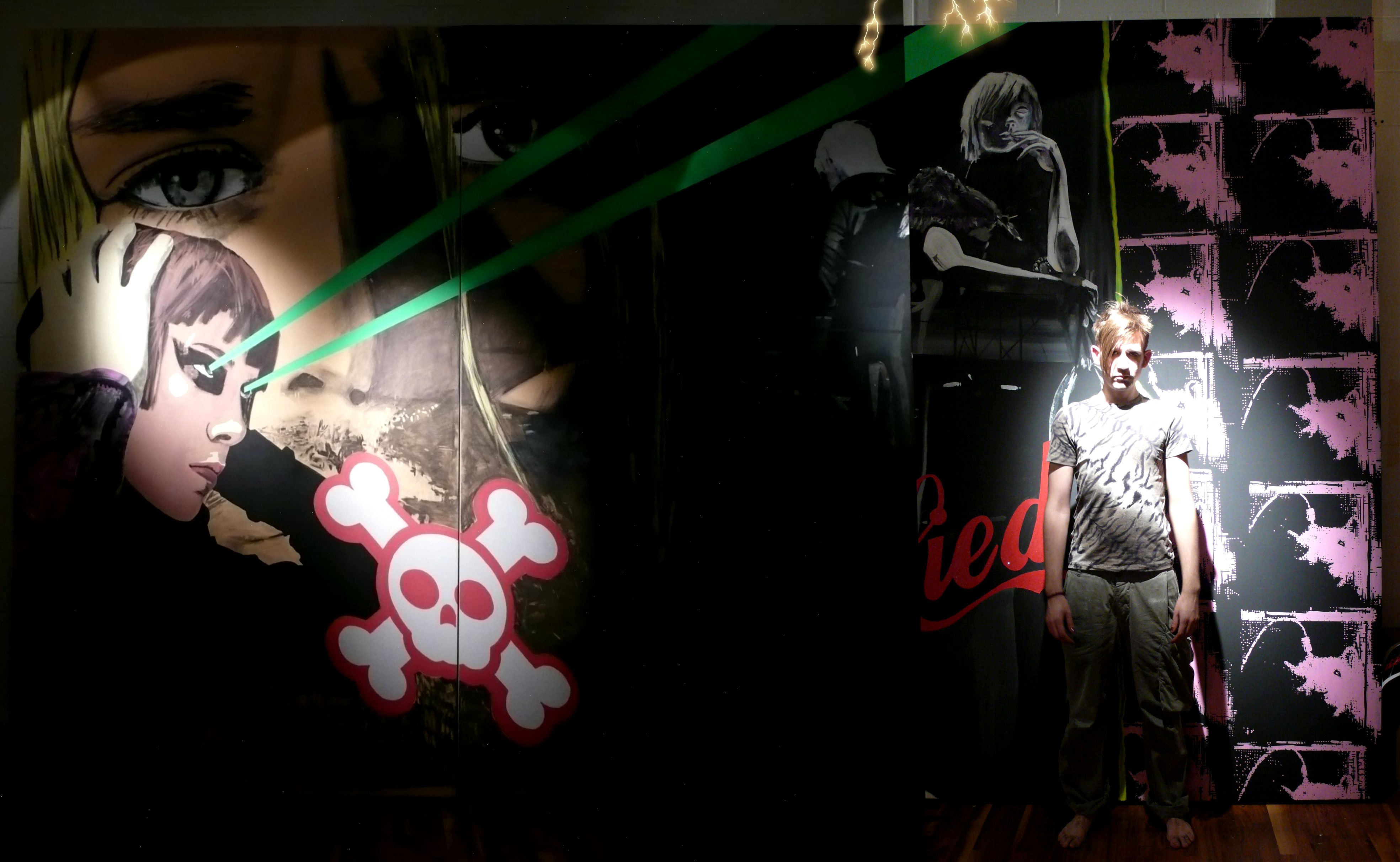
Stuart Semple photographié devant Kurt Lied en 2007.

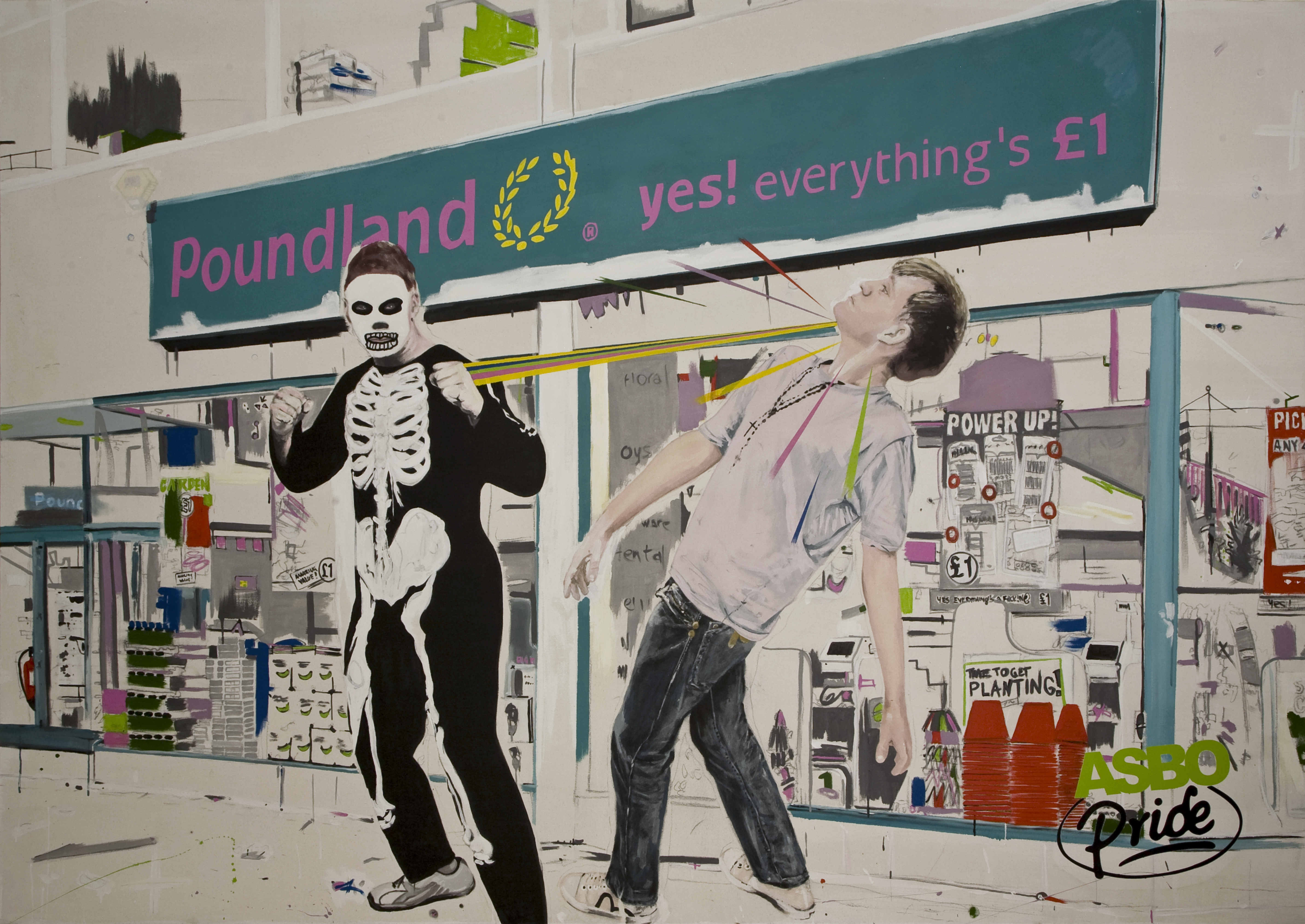
Stuart Semple, A Pounding outside Pounland (ou Comment mon nez s'est fait sonner, 2010), localisation inconnue.

Stuart Semple naît à Bournemouth, dans le Dorset. Il étudie l'art et le design avancés à Bournemouth et au Poole College, et la peinture et la gravure au Bretton Hall College dans le Yorkshire. Semple parle de l'inspiration de son grand-père dont la mémoire a inspiré un pull conçu par Semple. La mère de Semple l'a également emmené à la National Gallery et il a décrit ce moment comme le principal catalyseur pour devenir un artiste lorsqu'il a vu Les Tournesols de Van Gogh à l'âge de sept ans,.
En 1999, Semple est l'un des premiers artistes à utiliser Internet et le potentiel du numérique et a créé une première communauté en ligne sur eBay qui suivait les dessins qu'il publiait chaque nuit,. L'appropriation continue par Semple des supports numériques l'a placé dans les dix meilleures ventes aux enchères d'art du Guardian aux côtés de Damien Hirst, Ai Weiwei et Edvard Munch.

## Conflit avec Anish Kapoor
Semple entre en conflit avec l'artiste Anish Kapoor lorsque ce dernier achète en 2016 les droits artistiques exclusifs du matériau « le plus noir du monde », le Vantablack. Ce matériau est composé de tiges microscopiques de carbone 300 fois plus hautes que larges, de sorte que 99,6 % de toute la lumière est piégée dans le réseau de tiges. Le matériau a été conçu pour un usage scientifique et militaire en raison de sa capacité de masquage. Il a le potentiel de cacher les avions furtifs et d'empêcher toute lumière d'entrer dans les puissants télescopes, leur permettant de voir les étoiles les plus faibles.
Après avoir acheté les droits du Vantablack en 2016, Kapoor fait face à un contrecoup de la communauté des artistes. L'artiste Christian Furr déclare qu'il n'avait « jamais entendu parler d'un artiste monopolisant un matériau. Tous les meilleurs artistes ont un faible pour le noir pur — Turner, Manet, Goya… — Ce noir est comme de la dynamite dans le monde de l'art. Nous devrions pouvoir l'utiliser. Ce n'est pas juste qu'il appartienne à un seul homme ». Semple se positionne à l'avant-garde de ce contrecoup lorsqu'il sort PINK « la peinture rose la plus rose du monde » en représailles. Semple interdit explicitement à Kapoor d'acheter la peinture, déclarant que « Nous nous souvenons tous des enfants à l'école qui ne partageaient pas leurs crayons de couleur, mais ils se sont ensuite retrouvés seuls sans amis. C'est cool, Anish peut avoir son noir. Mais le reste d'entre nous jouera avec l'arc-en-ciel,! »
Le 3 février 2017, Semple réplique à Kapoor avec la sortie de sa propre version du Vantablack, surnommée Better Black. Semple admet que la peinture n'est pas parfaite, mais dit qu'elle est meilleure car elle est abordable et accessible à tous. Better Black se présente sous la forme d'un pigment et d'une « super-base » acrylique qui, lorsqu'elle est combinée, reproduit la technologie d'absorption de la lumière du Vantablack. Black 2.0 a suivi le 30 mars 2017.

## Activisme
Semple soutient Amnesty International et crée des œuvres d'art pour la campagne pour la liberté d'expression. « Il y a plus d'artistes vivant dans l'Est de Londres que dans toute l'Italie de la Renaissance et nous faisons toutes sortes de choses étranges et merveilleuses chaque jour », a-t-il souligné, « mais il y a d'autres personnes partout dans le monde qui n'ont pas le privilège de pouvoir dire ce qu'elles pensent ». Il a également parlé au nom d'Amnesty sur le fait que la santé mentale positive est un droit humain aux côtés de Joe Pantoliano et Colm O'Gorman lors du festival des arts « First Fortnight » d'Irlande.
En 2011, Semple est nommé ambassadeur de l'association caritative pour la santé mentale Mind. Il a initié le fonds Creative Therapies au sein de l'organisation qu'il a lancée avec Stephen Fry et Melvyn Bragg et a organisé l'exposition et la vente aux enchères « Mindful » qui comprenait des œuvres de Jake et Dinos Chapman, Mat Collishaw, Tracey Emin, Mona Hatoum, Sarah Lucas et Sebastian Horsley.